# Bernhard Seifert
Bernhard Seifert (Hildburghausen, 15 febbraio 1993) è un giavellottista tedesco.

## Biografia
Vincitore dei campionati nazionali under 18 di Ulma nel 2010 e della versione under 20 l'anno successivo a Jena, Seifert ha esordito a livello internazionale nel 2011 prendendo parte agli Europei juniores di Tallinn. Nel 2013, dopo aver vinto una medaglia d'argento agli Europei under 23 di Tampere, ha preso parte alla sua prima edizione dei Mondiali a Mosca. Sei anni più tardi, qualificatosi per rappresentare la Germania ai Mondiali di Doha, Seifert ha ceduto il suo posto al collega Julian Weber. Questo gesto è stato premiato con il Fair Play Prize of German Sports. Nel 2021, ha preso parte ai Giochi olimpici di Tokyo 2020.

## Palmarès
| Anno | Manifestazione   | Sede       | Evento                 | Risultato | Prestazione | Note |
| ---- | ---------------- | ---------- | ---------------------- | --------- | ----------- | ---- |
| 2011 | Europei U20      | Tallinn    | Lancio del giavellotto | 6º        | 75,45 m     |      |
| 2012 | Mondiali U20     | Barcellona | Lancio del giavellotto | 4º        | 75,84 m     |      |
| 2013 | Europei U23      | Tampere    | Lancio del giavellotto | Argento   | 82,42 m     |      |
| 2013 | Europei          | Mosca      | Lancio del giavellotto | 13º (q)   | 80,02 m     |      |
| 2015 | Europei under 23 | Tallinn    | Lancio del giavellotto | Bronzo    | 80,57 m     |      |
| 2021 | Giochi olimpici  | Tokyo      | Lancio del giavellotto | 31º (q)   | 68,30 m     |      |

## Altre competizioni internazionali
2018
- Argento in Coppa Europa invernale di lanci ( Leiria), lancio del giavellotto - 80,62 m